# Жан Рошфор
Жан Рошфор (фр. Jean Rochefort; 29 квітня 1930, Париж — 9 жовтня 2017, Париж) — французький актор.

## Життєпис

### Навчання
Повне ім'я Жан Рауль Роберт Рошфор (Jean Raoul Robert Rochefort). Навчався в консерваторії Нанта, де здобув ступінь бакалавра. У дев'ятнадцять років продовжив навчання в Драматичному центрі та Паризькій консерваторії, де його однокурсниками були Жан-Поль Бельмондо та Жан-П'єр Мар'єль. З Бельмондо знявся у фільмі «Поневіряння китайця в Китаї» (Les tribulations d'un chinois en Chine, 1965), а з Маріелем знявся в стрічці «Нехай розпочнеться свято» (Que la fete commence, 1975).

### Акторська кар'єра
Після служби в армії став учасником театральної компанії Греньє-Юсено (Grenier Hussenot). Завдяки його флегматичності та іронії визначилося акторське амплуа — англосакські персонажі.
На сцені Греньє-Юсено виступав сім років.
В середині 50-х Рошфор деякий час працює на телебаченні.

### Кіно
У дебютному фільмі Шарля Жерара та Мішеля Девіля «Зустріч в Парижі» (Rencontre a Paris, 1956) зіграв в епізоді й не був вказаний у титрах. Першою помітна роль відбулася в стрічці Марселя Девіля та Шарля Жерара «Куля в стволі» (Une balle dans le canon, 1958). Після цього актор цілий рік провів в СРСР, знімався в радянсько-французькій комедії «Леон Гаррос шукає друга». Рошфор грав роль шофера Фернана. Із СРСР повернувся одруженим з польською громадянкою Олександрою Москвою (Alexandra Moscwa).
Виступає на естраді, дублює іноземні фільми.
Починаючи з 1961 Рошфор, головним чином, грає в історичних стрічках: Капітан Фракас (Le Capitaine Fracasse), «Залізна маска» (Le masque de fer, 1962), «Картуш» (Cartouche, 1962). Та найпомітнішою роллю, яка принесла йому світову славу стала роль в фільмі Бернара Бордері «Анжеліка, маркіза янголів» (Angélique, marquise des anges, 1963) і в подальших серіях.
В 70-х Жан Рошфор грає в комедіях. Граючи в парі з такими акторами, як Філіп де Брока, Ів Робер. Серед найвідоміших фільмів — «Високий блондин у чорному черевику» (1972), де Рошфору дістається одна із головних ролей полковника розвідки Тулуза. Він створює образ інтригана, який не гребує нічим для досягнення мети («Ознака свободи» (Le fantôme de la liberté, 1974), «І слони бувають зрадливі» (Un éléphant ça trompe énormément, 1976).
Саме в цей період Рошфор замислюється над кар'єрою кінорежисера. Знімає три короткометражки, після чого відмовляється від цієї думки.
Починає активно працювати в театрі та кіно. Пробує себе в різних жанрах і типажах.
У 1976, а потім у 1978 отримав премії Сезар за найкращі ролі другого плану у фільмі «Нехай розпочнеться свято» (Let Joy Reign Supreme), та за головну роль в фільмі «Краб-барабанщик» (Le Crabe-Tambour).
Все життя Жан Рошфор мріяв зіграти Дона-Кіхота, мрія збулася лише частково. Після кількох знімальних днів робота над стрічкою припинилася через хворобу актора (лікарі виявили міжхребцеву грижу).

## Захоплення
Кінний спорт. Розведення коней. Часто виступає консультантом стосовно використання при зйомках коней.

## Особисте життя
У 1960 одружився з Олександрою Москва (Alexandra Moscwa), від якої народилося троє дітей: дочка Марі, сини Джульєн і Віліям . Потім від іншої дружини народжується ще троє дітей: П'єр, Гарсія і Луїза.

## Смерть
Помер 8 жовтня 2017 року в приміському районі Парижа.

## Фільмографія
| Рік  | Назва українською                          | Назва французькою                         | країна                              | роль                                  |
| ---- | ------------------------------------------ | ----------------------------------------- | ----------------------------------- | ------------------------------------- |
| 2007 | Я завжди хотів бути гангстером             | J'ai toujours rêvé d'être un gangster     | Франція                             | Жан                                   |
| 2007 | Новели Гі де Мопасана                      | Chez Maupassant                           | Франція                             | Баптіст Ото, головна роль             |
| 2007 | Ото: батько і син                          | Hautot pere et fils                       | Франція                             |                                       |
| 2007 | Містер Бін на відпочинку                   | Les vacances de Mr. Bean                  | Велика Британія, Німеччина, Франція | метрдотель                            |
| 2007 | Ключ                                       | La Clef                                   | Франція                             |                                       |
| 2006 | Не кажи нікому                             | Ne le dis à personne                      | Франція                             | Невіль                                |
| 2006 | Милі сперечаються…                         | Désaccord parfait                         | Франція                             |                                       |
| 2005 | Пекло                                      | L'Enfer'                                  | Бельгія, Італія, Франція, Японія    |                                       |
| 2004 | Франкенштейн                               | Frankenstein                              | Німеччина, США, Словаччина          | сліпий скрипаль                       |
| 2004 | Мільйон років до нашої ери                 | RRRrrrr!!!                                | Франція                             | вождь брудноволосих                   |
| 2002 | Людина з потягу                            | L'Homme du train'                         | Велика Британія, Німеччина, Франція |                                       |
| 2002 | Бланш                                      | Blanche                                   | Франція                             | Мазаріні (головна роль)               |
| 2001 | Шафа                                       | Le Placard                                | Франція                             | директор заводу                       |
| 1999 | Рембрандт                                  | Rembrandt                                 | Німеччина                           |                                       |
| 1998 | Граф Монте-Крісто                          | Le Comte de Monte Cristo                  | Франція, Німеччина, Італія          | Фернанд Монтего                       |
| 1998 | Віднесені вітром                           | El Viento se llevó lo qué                 | Франція                             |                                       |
| 1997 | Баракуда                                   | Barracuda                                 | Німеччина                           |                                       |
| 1996 | Насмішка                                   | Ridicule                                  | Франція                             | маркіз де Бельгард                    |
| 1996 | Назавжди                                   | Never Ever                                | США                                 |                                       |
| 1996 | Велике турне                               | Les Grands ducs                           | Франція                             |                                       |
| 1994 | Висока мода                                | Prêt-à-Porter                             | США                                 |                                       |
| 1993 | Ніжна мішень                               | Cible émouvante                           | Франція                             |                                       |
| 1992 | Танго                                      | Tango                                     | Франція                             |                                       |
| 1992 | Парад ідіотів                              | Le Bal des casse-pieds                    | Франція                             | Генрі Сав'є                           |
| 1992 | Довга зима                                 | The Long Winter                           | Франція, Іспанія                    |                                       |
| 1992 | Час від часу                               | From Time to Time                         | Франція, США                        |                                       |
| 1990 | Чоловік перукарки                          | Le Mari de la coiffeuse                   | Франція                             | Ентоні (головна роль)                 |
| 1990 | Палац моєї матері                          | Château de ma mère, Le                    | Франція                             |                                       |
| 1989 | Я король замку                             | Je suis le seigneur du château            | 'Франція                            |                                       |
| 1987 | Тандем                                     | Tandem                                    | Франція                             | Мішель (головна роль)                 |
| 1984 | Франкенштейн 90                            | Frankenstein 90                           | Франція                             | Віктор Франкенштейн (головна роль)    |
| 1984 | Невловимий Боб                             | Réveillon chez Bob                        | Франція                             |                                       |
| 1983 | Друг Венсана                               | L'Ami de Vincent'                         | Франція                             | Вінсан Ламар (головна роль)           |
| 1982 | Старший брат                               | Big Brother, The                          | Франція                             |                                       |
| 1981 | Потрібно вбити Біргіт Хаас                 | Il faut tuer Birgitt Haas                 | Німеччина, Франція                  | Шарль-Філіпп Бауман (головна роль)    |
| 1980 | Дорога незнайомка                          | Chère inconnue                            | Франція                             |                                       |
| 1979 | Французькі листівки                        | French Postcards                          | Німеччина, США, Франція             |                                       |
| 1979 | Сміливіше, біжімо                          | Courage fuyons                            | Франція                             |                                       |
| 1978 | Хто вбиває великих європейських куховарів? | Who Is Killing the Great Chefs of Europe? | США                                 |                                       |
| 1978 | Гультяй                                    | Le Cavaleur                               | Франція                             | піаніст Едуард Шіазіль (головна роль) |
| 1977 | Краб-барабанщик                            | Le Crabe-tambour                          | Франція                             | Капітан                               |
| 1976 | І слони бувають зрадливі                   | Un éléphant ça trompe énormément          | Франція                             | (головна роль)                        |
| 1976 | Чарівники                                  | Les Magiciens                             | Франція, Італія, ФРН                | головна роль                          |
| 1975 | Туалет був замкнений зсередини             | Les Vécés étaient fermés de l'interieur   | Франція                             |                                       |
| 1975 | Нехай розпочнеться свято                   | Que la fête commence…                     | Франція                             | абат Дюбуа (головна роль)             |
| 1974 | Годинникар із Сен-Поля                     | L'Horloger de Saint-Paul'                 | Франція                             |                                       |
| 1974 | Фантом свободи                             | Le Fantôme de la liberté                  | Італія, Франція                     |                                       |
| 1974 | Невинні з брудними руками                  | Gli innocenti dalle mani sporche          | Західний Берлін, Франція, Італія    |                                       |
| 1974 | Повернення високого блондина               | Le Retour du grand blond                  | Франція                             | полковник Тулуз                       |
| 1974 | Боже мій, як низько я пала                 | Mio Dio come sono caduta in basso!        | Італія                              |                                       |
| 1973 | Привіт, артист                             | Salut l'artiste                           | Франція, Італія                     | головна роль                          |
| 1973 | Спадкоємець                                | L'Héritier                                | Франція, Італія                     | Андре Бертьє                          |
| 1972 | Вогні стрітення                            | Les Feux de la chandeleur                 | Франція                             |                                       |
| 1972 | Поневіряння Альфреда                       | Les Malheurs d'Alfred                     | Франція                             | (у титрах немає)                      |
| 1972 | Високий блондин у чорному черевику         | Le Grand blond avec une chaussure noire   | Франція                             | полковник Тулуз                       |
| 1970 | З волею за спиною                          | La Liberté en croupe                      | Франція                             |                                       |
| 1970 | Час вмирати                                | Le Temps de mourir                        | Франція                             |                                       |
| 1969 | Диявола за хвіст                           | Le Diable par la queue                    | Італія, Франція                     |                                       |
| 1967 | Два тижні у вересні                        | À coeur joie                              | Франція                             |                                       |
| 1965 | Поневіряння китайця в Китаї                | Les Tribulations d'un chinois en Chine    | Франція, Італія                     | Леон                                  |
| 1965 | Недільне життя                             | Le Dimanche de la vie                     | ФРН, Франція, Італія                |                                       |
| 1965 | Анжеліка і король                          | Angélique et le roy                       | Італія, Франція, ФРН                | Франсуа Дегре                         |
| 1964 | Прекрасна Анжеліка                         | Merveilleuse Angélique                    | Італія, Франція, ФРН                | Франсуа Дегре                         |
| 1964 | Анжеліка — маркіза янголів                 | Angélique, marquise des anges             | Франція, ФРН, Італія                | Франсуа Дегре                         |
| 1963 | Розносниця хліба                           | La Porteuse de pain                       | Франція                             |                                       |
| 1963 | Переполох посеред вдів                     | Du grabuge chez les veuves                | Італія, Франція                     | (головна роль)                        |
| 1962 | Залізна маска                              | Le Masque de fer                          | Італія, Франція                     |                                       |
| 1962 | Диявол і десять заповідей                  | Le Diable et les dix commandements        | Франція, Італія                     |                                       |
| 1961 | Картуш                                     | Cartouche                                 | Франція                             | «Шкіра»                               |
| 1961 | Капітан Фракас                             | Le Capitaine Fracasse                     | Франція, Іспанія, Італія            |                                       |
| 1960 | Леон Гаррос шукає друга                    | Vingt mille lieues sur la terre           | СРСР, Франція                       | Фернан                                |
| 1958 | Пікова дама                                | La Dame de pique                          | Франція                             | Томський                              |

### Озвучування
| Рік  | Назва українською    | Назва французькою    | країна                      |
| ---- | -------------------- | -------------------- | --------------------------- |
| 2004 | Остання хвилина      | La Dernière minute   | Франція                     |
| 2004 | Гордість             | Pride                | Велика Британія             |
| 2004 | Надзвичайна четвірка | Les Dalton           | Франція, Німеччина, Іспанія |
| 2003 | Фанфан-тюльпан       | Fanfan la tulipe     | Франція                     |
| 2003 | Ключі від машини     | Les Clefs de bagnole | Франція                     |

### Участь у фільмах
| Рік  | Назва українською    | Назва французькою | країна               | роль                             |
| ---- | -------------------- | ----------------- | -------------------- | -------------------------------- |
| 2002 | Загублені в Ла Манші | Lost in La Mancha | Велика Британія, США | (документальний) в титрах немає) |